# Ariel Harush
Ariel Harush (Hebreeuws:אריאל הרוש) (Jeruzalem, 25 mei 1988) is een Israëlisch voetballer die als doelman speelt.
Hij speelde onder andere voor Beitar Jeruzalem, Maccabi Netanya, Hapoel Tel Aviv, Anorthosis Famagusta,  Hapoel Beër Sjeva, Sparta Rotterdam en FC Nitra. Ook kwam hij uit voor het Israëlisch voetbalelftal.

## Statistieken
| Jaar    | Club                 | Land      | Competitie  | Duels | Goals |
| ------- | -------------------- | --------- | ----------- | ----- | ----- |
| 2009/10 | Beitar Jerusalem     | Israël    | Ligat ha'Al | 35    | 0     |
| 2010/11 | Beitar Jerusalem     | Israël    | Ligat ha'Al | 35    | 0     |
| 2011/12 | Beitar Jerusalem     | Israël    | Ligat ha'Al | 32    | 0     |
| 2012/13 | Beitar Jerusalem     | Israël    | Ligat ha'Al | 32    | 0     |
| 2013/14 | Beitar Jerusalem     | Israël    | Ligat ha'Al | 31    | 0     |
| 2014/15 | Maccabi Netanya      | Israël    | Ligat ha'Al | 31    | 0     |
| 2015/16 | Hapoel Tel Aviv      | Israël    | Ligat ha'Al | 16    | 0     |
| 2016/17 | Hapoel Tel Aviv      | Israël    | Ligat ha'Al | 32    | 0     |
| 2017/18 | Anorthosis Famagusta | Cyprus    | A Divizion  | 36    | 0     |
| 2018/19 | Hapoel Beër Sjeva    | Israël    | Ligat ha'Al | 20    | 0     |
| 2019/20 | Sparta Rotterdam     | Nederland | Eredivisie  | 16    | 0     |
| Totaal  | Totaal               | Totaal    | Totaal      | 326   | 0     |